# Plzen
Plzen (češko Plzeň, nemško Pilsen) je mesto na zahodu Češke, sedež plzenskega okraja. S 181.000 prebivalci oziroma okoli 300.000 v urbani aglomeraciji (2023) je četrto največje mesto v Češki republiki oziroma drugo na zgodovinskem Češkem.
Mesto je zgrajeno na sotočju več rek, ki se tu izlivajo v reko Berounko in je najbolj znano po svetlem lager pivu Pilsner, ki ga od leta 1842 varijo v mestni pivovarni, sedaj pod blagovno znamko Pilsner Urquell.
V mestu so bili začetki industrijskega koncerna Škoda, še danes znanega po strojegradnji in proizvodnji avtomobilov, tirnih vozil in orožja.
Naselbini je leta 1290 kralj Venčeslav II. Češki izdal ustanovno listino ter ji podelil status, pravice in svoboščine Kraljevega mesta. Med husitskimi vojnami je bilo mesto center katoličanov na Češkem. Znamenita je katedrala sv. Bartolomeja, ki so jo pričeli graditi v 13. stoletju in ima najvišji zvonik na Češkem. Od leta 1993 je Plzen tudi sedež novoustanovljene rimskokatoliške škofije. Mestna sinagoga je tretja največja na svetu (za jeruzalemsko in budimpeško). Pod središčem mesta je bilo izkopanih več predorov, ki so danes odprti za turiste.
- Velika sinagoga
- Katedrala sv. Bartolomeja (Jerneja)